# Faraci
La famiglia Faraci è una famiglia aristrocratica siciliana, originaria di Militello Rosmarino, possiede il titolo di "baroni del Prato"  così come ricordato da Antonino Mango di Casalgerardo, nel suo Nobiliario di Sicilia. La famiglia ad inizio XIX secolo si diramò nel centro costiero di Sant'Agata di Militello.

## Origini e storia della famiglia
D'antica origine bizantina così come attestato dal Mango nel suo nobiliario di Sicilia. Si ricorda un cavalier Antonino Faraci Militellis Vallis Nemorum già nel XVI secolo; un Giuseppe Faraci fu giudice pretoriano di Palermo nel 1606-7 e della Gran Corte 1610; un Lorenzo fu giudice pretoriano di Palermo nel 1630-31, 1634-35 e della Gran Corte 1633-34. Successivamente don Biagio Faraci venne insignito tramite regia concessione datata 19 Luglio 1670 del titolo di Barone del Prato, per mano del viceré Claude Lamoral I di Ligne.
In seguito membri della famiglia occuparono più volte la funzione di “bailo”, nel 1709, 1713 e 1725, e di “giurato”, nel 1804, 1814 e 1827 a Militello Rosmarino
Il barone don Gaetano Faraci del Prato fu alcalde di Militello dal 1785 al 1797, mentre il figlio don Biagio tra il 1818 e il 1822. Dato il progressivo trasferimento a Sant'Agata di Militello, agli inizi degli anni ‘30 e ’40 del XIX secolo, ove diversi componenti ottennero la concessione di enfiteusi dal principe di Militello dei terreni attigui al castello, venivano iniziati i lavori di costruzione di alcune importanti dimore della famiglia.

## Trasferimento a Sant'Agata di Militello
L’impegno politico continuò nell’amministrazione pubblica, che nel frattempo aveva visto il trasferimento del consesso decurionale presso il “sottocomune” di Sant'Agata di Militello; mantenendo una costante presenza all’interno del decurionato a partire dal 1834 attraverso don Giuseppe, don Nicolò, don Biagio, don Sebastiano, don Antonino, don Benedetto, Don Andrea e il sacerdote Don Basilio.

### Gli incarichi politici della famiglia prima e dopo l'unione d'Italia
Don Biagio assumerà la carica di sindaco tra il 1837 e il 1839, così come don Stapino nel 1850 in seguito si osserva la contemporanea presenza di altri due decurioni appartenenti a distinti rami della famiglia, ovvero don Giuseppe Faraci Artale e don Giuseppe Faraci Greco. Avvenuto il distacco di Sant'Agata da Militello, e la conseguente creazione della nuova entità amministrativa, tra gli anni '60 e '70 del XIX secolo si assiste all'impegno politico dell’avv. Benedetto Faraci, figlio del notaio Carmelo Faraci. Proprio a metà del XIX secolo la famiglia nelle sue varie ramificazioni si trasferì definitivamente a S.Agata andando ad edificare possenti e lussuosi palazzi in via Roma e sulla via Nazionale, acquistando parte dell'ex feudo dei principi Lanza di Trabia, inoltre giunse in possesso dell'antico “arco di mare” porta d’accesso cittadina(oggi prospiciente la via Roma) attigua al maniero. Si deve a don Gaetano Faraci, sindaco del paese tra il 1890 e il 1895, il tracciamento del passaggio ferroviario Messina-Palermo con la creazione dell’importante scalo merci che diventerà snodo fondamentale per l'esportazione dei prodotti agricoli della cittadina..

### Le alleanze matrimoniali
Tra la fine del XIX secolo e l'inizio del XX secolo sono da segnalare importanti alleanze matrimoniali pervenute per mezzo dell’unione tra donna Teresa Faraci del Prato, figlia del barone don Gaetano, con don Calogero Zito patrizio di San Marco d'Alunzio; come ancora tra il barone don Emanuele Faraci e donna Marta Riccio dei conti di S.Gioacchino e da ultimo negli anni ' 30 del novecento tra don Alessandro Faraci e donna Maria Lipari di Militello.

## Stemma
Lo stemma è descritto come:

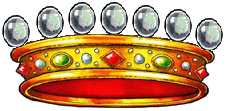
La corona baronale sormontante lo stemma della famiglia Faraci del Prato.

Troncato: nel 1° d'azzurro, alla colomba d'argento, ferma e guardante il sole d'oro, orizzontale a destra; nel 2° d'oro, a tre pini sradicati di verde, ordinati in fascia.